# Clyde River
Clyde River es un municipio rural canadiense situado en la provincia de Isla del Príncipe Eduardo.

## Superficie
Clyde River tiene una superficie de 15,93 km².

## Demografía
En 2021, tenía 614 habitantes, una densidad poblacional de 38,5 hab./km², y 271 viviendas.